# Rosario Giuliani
Rosario Giuliani est un saxophoniste de jazz italien né en 1967 à Terracina (Latium) en Italie.

## Biographie
Il commence très tôt l'étude du saxophone et en 1982 part se perfectionner au Conservatoire de Frosinone dont il ressort diplômé en 1987.
Il a joué et enregistré aux côtés des musiciens les plus prestigieux : Ennio Morricone, Luis Bacalov, Armando Trovajoli, Gianni Ferrio, Manuel De Sica, Flavio Boltro, Nicola Piovani, Kenny Wheeler, Randy Brecker, Bob Mintzer...
En 1996, il reçoit le prix Massimo Urbani. Depuis 1996, date de formation du groupe, le quartet de Rosario est l'un des plus dynamiques et populaires en Italie.
En 2000, il signe un contrat avec le label français Dreyfus Jazz et enregistre notamment quelques beaux succès : Luggage en 2001, Mr. Dodo en 2002, More Than Ever en 2004, et Anything Else en 2006.

## Style
Rosario Giuliani s'inscrit dans la grande tradition du hard bop, soufflant dans son saxophone alto avec une énergie remarquable. Se baladant avec aisance sur des tempos rapides, il laisse cependant entendre une belle sensibilité sur des ballades, troquant parfois son alto pour un soprano.